# Ris (nàutica)

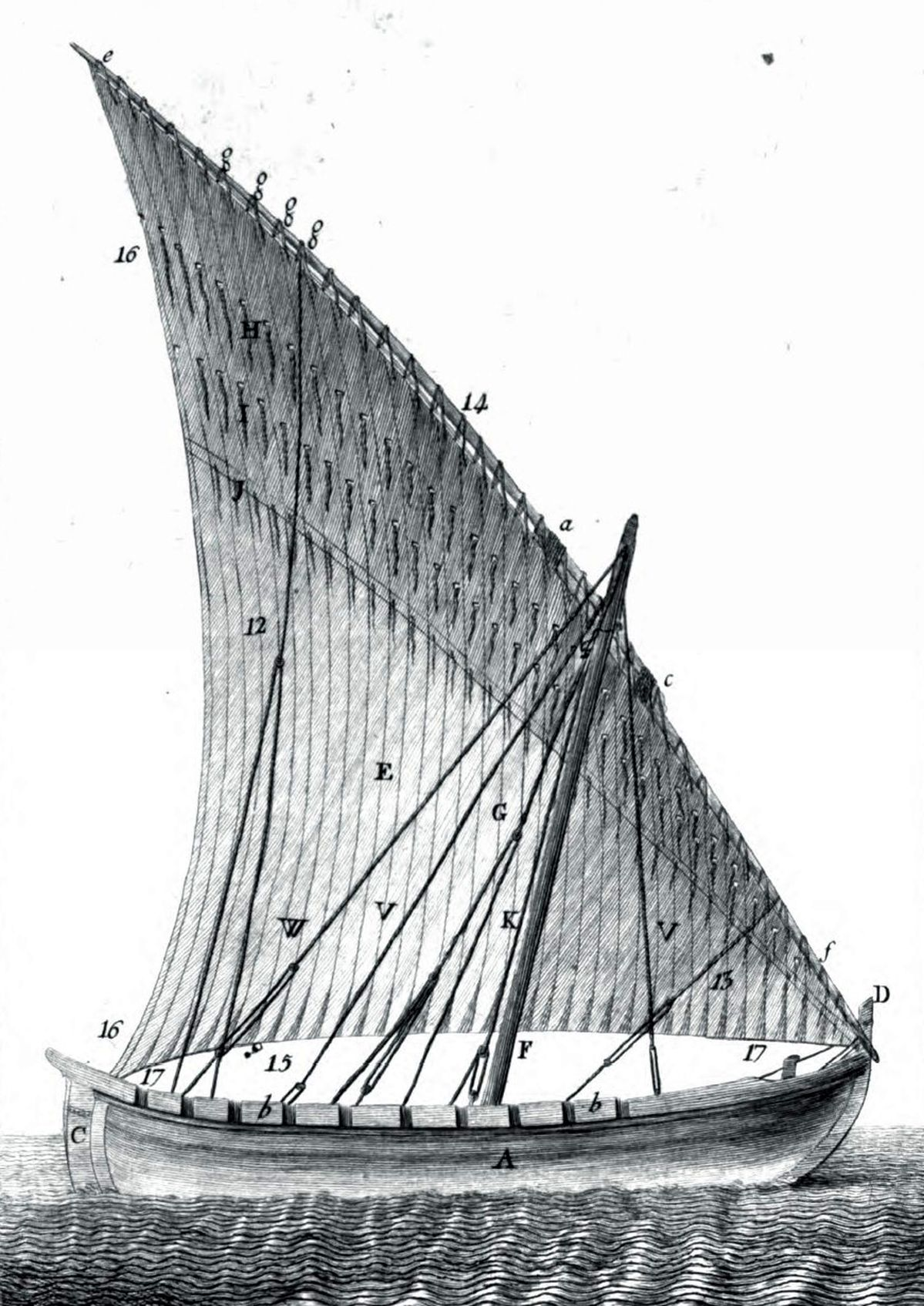
Barca llevantina (Sañes Reguart - 1796). Vegeu la vela amb tres faixes de rissos.

Es diu ris o badafió al tros de corda prima feta a propòsit o d'una espècie de trena, que passat per l'ullet fet a expressament a les veles, serveix per lligar una part d'aquestes, disminuint així la seva superfície perquè pugui resistir millor la força del vent.
Aquesta maniobra s'expressa amb la frase "prendre rissos"  i la seva contrària, amb la de amollar-los.
El terme ris (però no el seu equivalent badafió) pot referir-se a la part de la vela limitada per una faixa de rissos, destinada i preparada per a reduir la superfície vèlica quan convingui.

## Detalls constructius
Les faixes de rissos i la seva distribució i construcció han estat descrites en tractats especialitzats.

### Veles llatines
Les veles llatines disposaven de tres (a vegades quatre) faixes de rissos. Cada faixa anava des del puny del car fins al caient de popa (baluma). Els extrems propers al puny del car eren gairebé coincidents. Els extrems de popa quedaven separats en proporció aconsellada per l'experiència. Així (vegeu la figura) les faixes de rissos formaven un cert angle entre sí i respecte de l'antena.
Cada faixa de rissos estava formada per una sèrie d'ulls equidistants practicats sobre la vela (prèviament reforçada amb una faixa de cànem d'uns cinc centímetres per cada banda; aquestes faixes, cintes o galons es fabricaven expressament). A cada ull hi havia un badafió (una corda de mena prima) amb un nus senzill a cada banda, de manera que penjaven dues meitats a cada cara de la vela. La llargària de cada badafió era proporcional al diàmetre de l'antena: una antena gruixuda requeria un badafió més llarg. La finalitat era de permetre una lligada forta del tros de vela plegat al voltant de l'antena. Típicament s'emprava un nus pla.

## Tipus de rissos
- Ris de caça : en alguns vaixells de creu que gasten 4 faixes de rissos en les gàbies, la primera de dalt o la més immediata al gràtil, la qual en aquest supòsit es porta sempre presa quan se cenyeix el vent. En els falutxos guardacostes és la primera faixa de rissos de la major, la qual es porta molt sovint lligada, deixant-la anar només, si el temps ho permet.
- Ris gran : en els falutxos, el primer de la part inferior, que també es diu tercerol .
- Ris xic : en els mateixos falutxos, el tercer i últim de dalt, que es pren quan hi ha molt vent..
- Rissos baixos : els de les cangrees i  llatines que es prenen des de la coberta.
- Rissos alts : els de les místiques, que es prenen pujant la gent sobre de les entenes.

## Expressions relacionades
- Ris en coa o a randa : manera adverbial que expressa el mètode de prendre rissos en els falutxos sense disminuir la longitud de la antena.
- Ris en flama : una altra manera adverbial amb que en aquests vaixells es designa el mètode de prendre rissos, disminuint la longitud de la antena per mitjà dels seus flames, que a l'efecte es corren mútuament cap al centre.
- Prendre rissos : disminuir la superfície de la vela, plegant part d'ella i subjectant amb els rissos la part plegada.
- Amollar els rissos : augmentar la superfície de la vela desamarrant els rissos que mantenien aferrada, plegada o enrotllada una part d'ella. En els vaixells en què des de coberta es disminueix la superfície de les veles, la maniobra de deixar anar els rissos es redueix a fer que la verga en què està enrotllada la vela giri en sentit contrari al que ho feia per prendre'ls.